# بخش بوئه
بخش بوئه (به لاتین: Boe District) یک بخش در نائورو است. بخش بوئه ۰٫۵ کیلومتر مربع مساحت و ۸۵۱ نفر جمعیت دارد و ۱۵ متر بالاتر از سطح دریا واقع شده‌است.